# Lista de presidentes da Fiesp e Ciesp
Esta é a lista dos presidentes da FIESP e CIESP.
| Presidente                             | Organização   | Início | Fim  |
| Francisco Matarazzo                    | CIESP         | 1928   | 1931 |
| Luiz Tavares Alves Pereira             | CIESP e FIESP | 1931   | 1935 |
| Paulo Álvaro de Assumpção              | FIESP e CIESP | 1935   | 1936 |
| Silvio Álvares Penteado                | CIESP         | 1936   | 1937 |
| Roberto Simonsen                       | FIESP         | 1938   | 1939 |
| Roberto Simonsen                       | FIESP e CIESP | 1939   | 1940 |
| Roberto Simonsen                       | FIESP         | 1940   | 1942 |
| Roberto Simonsen                       | CIESP         | 1943   | 1944 |
| Roberto Simonsen                       | FIESP         | 1945   | 1946 |
| Armando de Arruda Pereira              | CIESP         | 1947   | 1948 |
| Morvan Dias de Figueiredo              | FIESP e CIESP | 1949   | 1950 |
| Mariano Jatahy Marcondes Ferraz        | FIESP         | 1951   | 1952 |
| Francisco de Salles Vicente de Azevedo | CIESP         | 1951   | 1952 |
| Antônio Devisate                       | FIESP         | 1953   | 1955 |
| Armando de Arruda Pereira              | CIESP         | 1953   | 1955 |
| Antônio Devisate                       | FIESP e CIESP | 1955   | 1962 |
| Raphael de Souza Noschese              | FIESP e CIESP | 1963   | 1966 |
| Theobaldo De Nigris                    | FIESP e CIESP | 1967   | 1980 |
| Luís Eulálio de Bueno Vidigal Filho    | FIESP e CIESP | 1980   | 1986 |
| Mario Amato                            | FIESP e CIESP | 1986   | 1992 |
| Carlos Eduardo Moreira Ferreira        | FIESP e CIESP | 1992   | 1998 |
| Horácio Lafer Piva                     | FIESP e CIESP | 1998   | 2004 |
| Paulo Antônio Skaf                     | FIESP         | 2004   | 2007 |
| Cláudio Vaz                            | CIESP         | 2004   | 2007 |
| Paulo Antônio Skaf                     | FIESP e CIESP | 2007   | 2021 |
| Rafael Cervone Netto                   | CIESP         | 2022   | 2025 |
| Josué Christiano Gomes da Silva        | FIESP         | 2022   | 2025 |